# طويري
الطويري هي إحدى المزارع اللبنانية من قرى قضاء صور في محافظة الجنوب. وتقع بالقرب من بلدة (دير كيفا).